# Túmulo de los plateos
El Túmulo de los plateos es un antiguo túmulo funerario situado en la zona de Maratón, en el actual municipio de Marathónakos, Grecia. Fue construido en el año 490 a. C. Es la tumba de los plateos (oriundos de la ciudad de Platea que cayeron junto a los atenienses en la batalla de Maratón en el año 490 a. C.

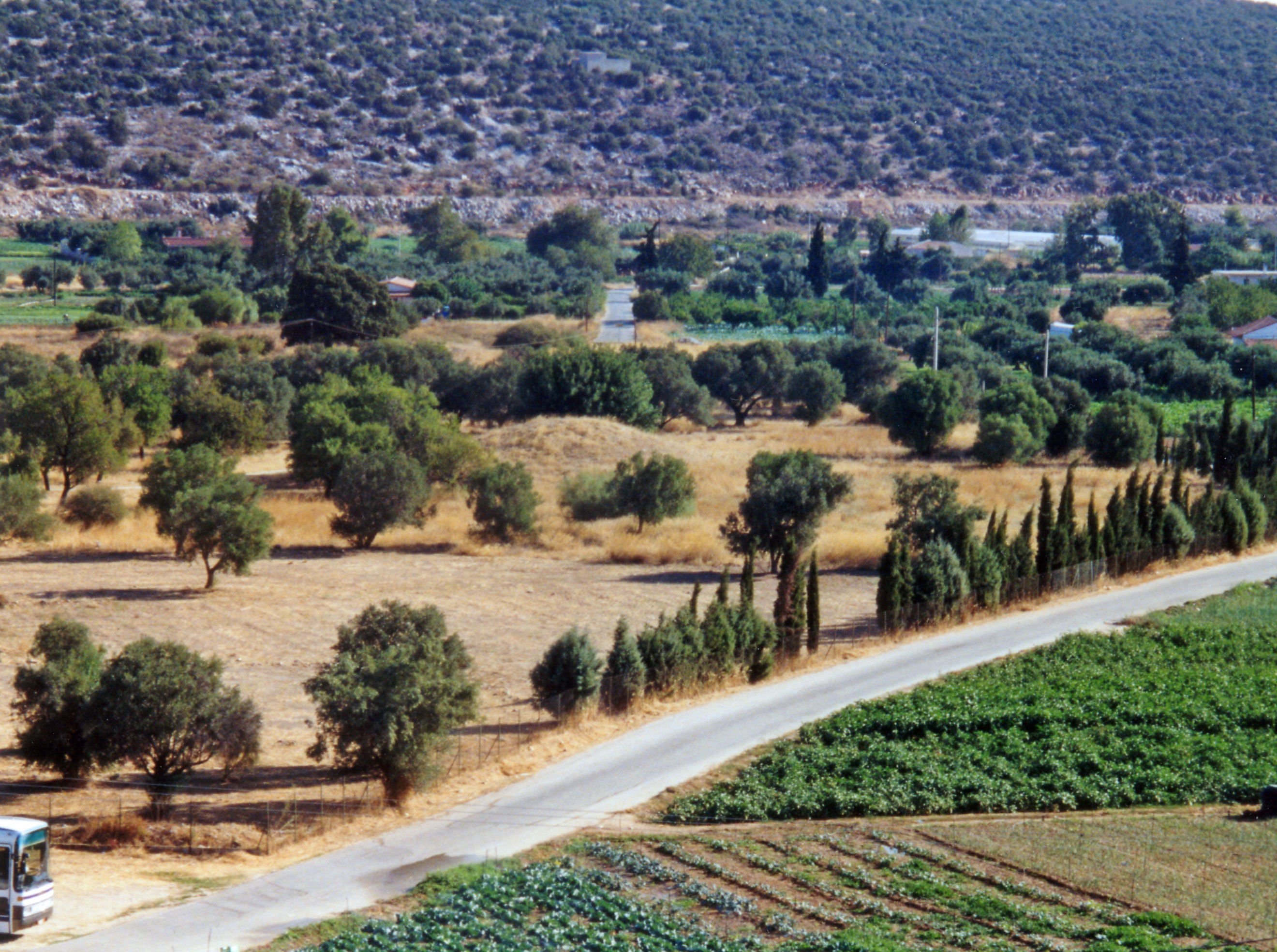
Túmulo.

El túmulo se encuentra en el pueblo de Vranás, en el lado occidental de la llanura de Maratón, cerca del Museo Arqueológico de Maratón. El montículo tiene unos tres metros de altura. Un pasadizo de dromos conduce hasta él. La excavación arqueológica del túmulo fue realizada por Spyridon Marinatos en 1970.
En la excavación se han encontrado los restos de diez hombres y un niño de unos 10 años. Dos fueron incinerados y el resto enterrados. Dado que en la tumba sólo se enterraron hombres, se ha interpretado como la tumba de los plateos caídos en la batalla de Maratón. Sin embargo, esta interpretación también ha sido cuestionada en ocasiones, ya que no se ha demostrado plenamente.
El segundo y más famoso túmulo asociado a la misma batalla es el Túmulo funerario de los atenienses, a unos 2,7 kilómetros al este.